# زبان‌های آفروآسیایی
زبان‌های آفروآسیایی (به انگلیسی: Afroasiatic languages) یا آفریقایی-آسیایی که درگذشته به حامی-سامی (به انگلیسی: Hamito-Semitic) معروف بود، یک خانوادهٔ زبانی بزرگ با حدود ۳۰۰ زبان و گویش مرتبط می‌باشد. طبق برآورد اتنولوگ که در سال ۲۰۰۹ میلادی انجام شد، آفروآسیایی شامل حدود ۳۰۰ (و یا بیشتر) زبان و گویش زنده می‌باشد. آفروآسیایی عمدتاً شامل زبان‌هایی می‌شود که در خاورمیانه، شمال آفریقا، شاخ آفریقا و بخش‌هایی از منطقهٔ ساحل صحرا به آن زبان‌ها صحبت می‌کنند.
زبان‌های آفروآسیایی زبان مادری بیش از ۵۰۰ میلیون نفر است که بعد از خانواده‌های هندواروپایی، چینی-تبتی و نیجر-کنگو چهارمین خانوادهٔ بزرگ زبانی دنیا است. این خانواده دارای شش شاخه زبان‌های بربری، چادی، کوشی، مصری، اوموتی و سامی است. در حال حاضر گسترده‌ترین زبان آفروآسیایی و در عین حال گسترده‌ترین زبان شاخهٔ سامی این خانوادهٔ زبانی، زبان عربی است که شامل زبان عربی معیار و سایر گویش‌های آن می‌شود. زبان عربی در حال حاضر حدود ۳۱۳ میلیون گویشور دارد که منطقهٔ جغرافیایی پراکنش آن‌ها غرب آسیا، شمال آفریقا، شاخ آفریقا و مالت می‌باشد.
خانواده آفروآسیایی علاوه بر زبان‌های امروزی، شامل چندین زبان باستانی بااهمیت همچون مصری (که خود یک شاخه مجزا از این زبان را می‌سازد)، اکدی، عبری توراتی و آرامی باستان است که همه از شاخه سامی هستند. هنوز توسط زبان‌شناسان تاریخی در مورد وطن زبانی آفروآسیایی و زمان پدیداری نیازبان نیاآفروآسیایی به توافق نرسیده‌اند. مکان‌های پیشنهادی شامل شاخ آفریقا، شمال آفریقا، شرق صحرای بزرگ و شام هستند.

## بر پایه‌یِ کشور
زبان های آفروآسیایی 
در قاره‌یِ آفریقا در کشور های مصر، لیبی، تونس، الجزایر، مراکش، صحرای غربی، سودان، سودان جنوبی، چاد، نیجر، نیجریه، مالی و موریتانی سخنور دارند.
در قاره‌یِ آسیا در کشور های عربستان، کویت، بحرین، قطر، امارات، عمان، یمن، عراق، سوریه، لبنان، اردن، اسرائیل و فلسطین سخنور دارند.

## پراکندگی و شاخه‌ها
دانشمندان به‌طور کلی خانواده زبان‌های آفروآسیایی را شامل پنج شاخه زیر می‌دانند، در مورد شاخه اوموتی اختلاف وجود دارد:
- بربری
- چادی
- کوشی
- مصری
- اوموتی
- سامی

شاخه زبان‌های اوموتی بحث‌برانگیزترین عضو خانواده آفروآسیایی است، زیرا شکل‌های دستوری که زبان‌شناسان بیشترین وزن را در دسته‌بندی زبان‌ها در خانواده به آن‌ها اختصاص می‌دهند در این شاخه یا وجود نداند یا به‌طور واضح ناپایدار هستند. گروهی از زبان‌شناسان آن‌ها را شاخه‌ای مستقل از آفروآسیایی، گروهی به عنوان زیرگروه کوشی و گروه دیگری به عنوان خانواده‌ای مستقل از آفروآسیایی در نظر می‌گیرند.

## مردم‌شناسی
زبان‌های آفروآسیایی که به‌طور گسترده صحبت می‌شوند به ترتیب جمعیت عبارتند از:
- عربی (سامی)، پرگویشورترین زبان آفروآسیایی با بیش از ۳۰۰ میلیون گویشور بومی.
- هوسه (چادی)، زبان رایج در شمال نیجریه و جنوب نیجر، با بیش از ۴۰ میلیون گویشور بومی و ۲۰ میلیون گویشور زبان دوم در غرب آفریقا و ساحل صحرا.[۷]
- اورومو (کوشی)، رایج در اتیوپی و کنیا با ۳۴ میلیون گویشور
- امهری (سامی)، رایج در اتیوپی با ۲۵ میلیون گویشور در کنار میلیون‌ها گویشور زبان دوم.[۸]
- سومالیایی (کوشی)، زبان ۱۶ میلیون نفر در سومالی، جیبوتی،  شرق اتیوپی و  شمال شرق کنیا.[۹]
- عفار (کوشی)، زبان ۷٫۵ میلیون نفر در اتیپوتی، جیبوتی و اریتره.[۱۰]
- تشلیحت (بربری)، زبان ۷ میلیون نفر در مراکش.[۱۱]
- تیگرینیا (سامی)، زبان ۶٫۹ میلیون نفر در اتیوپی و اریتره[۱۲]
- قبایلی (بربری)، زبان ۵٫۶ میلیون نفر در الجزایر.[۱۳]
- عبری (سامی)، زبان ۹ میلیون نفر (۵ میلیون بومی ۴ میلیون زبان دوم) در اسرائیل و در میان جوامع یهودی؛ زبان مقدس یهودیت[۱۴] و سامری‌ها.
- آمازیغ اطلس میانی (بربری)، زبان ۴٫۶ میلیون نفر در مراکش.[۱۵]
- تریفیت (بربری)، زبان ۴٫۲ میلیون نفر در مراکش.[۱۶]
- زبان‌های گوارگی (سامی)، گروهی از زبان‌ها با ۲ میلیون سخنگو در اتیوپی.[۱۷]
- مالتی (سامی)، زبان نیم میلیون نفر در مالت، نواده عربی کلاسیک و زبانی مستقل از عربی، تاثیرپذیری بسیار از زبان‌های رومی و نوشته شده به خط لاتین حداقل از قرن ۱۴ میلادی.[۱۸]
- آرامی نو آشوری (سامی)، گونه‌ای از زبان‌های آرامی نو، زبان ۵۰۰٬۰۰۰ نفر در جوامع آشوری.[۱۹]

## مقایسه واژگان
جدول زیر نمونه‌ای از اشتراکات زبان‌های آفروآسیایی است.
| نیاآفروآسیایی     | معنی             | بربری | چادی | کوشی | مصری | اوموتی | سامی |
| ----------------- | ---------------- | ----- | ---- | ---- | ---- | ------ | ---- |
| *ʔab              | پدر              | ✔     | ✔    | ✔    |      |        | ✔    |
| (ʔa-)bVr          | گاو نر           |       | ✔    | ✔    | ✔    |        | ✔    |
| (ʔa-)dVm          | قرمز، خون        | ✔     | ✔    | ✔    | ✔    |        | ✔    |
| *(ʔa-)dVm         | زمین، مزرعه، خاک |       | ✔    |      |      |        | ✔    |
| ʔa-pay-           | دهان             |       | ✔    | ✔    |      |        | ✔    |
| ʔigar/ *ḳʷar-     | خانه، محوطه      | ✔     | ✔    | ✔    | ✔    |        | ✔    |
| *ʔil-             | چشم              | ✔     | ✔    | ✔    | ✔    |        |      |
| (ʔi-)sim-         | نام              | ✔     | ✔    |      | ✔    |        | ✔    |
| *ʕayn-            | چشم              |       |      |      | ✔    |        | ✔    |
| *baʔ-             | رفتن             |       | ✔    | ✔    |      |        | ✔    |
| *bar-             | پسر              | ✔     | ✔    |      |      |        | ✔    |
| *gamm-            | یال، ریش         |       | ✔    | ✔    |      |        | ✔    |
| *gVn              | گونه، چانه       |       | ✔    |      |      |        | ✔    |
| *gʷarʕ-           | گلو              |       | ✔    | ✔    |      |        | ✔    |
| *gʷinaʕ-          | دست              |       | ✔    | ✔    |      |        |      |
| *kVn-             | همسر             | ✔     | ✔    |      |      |        | ✔    |
| *kʷaly            | کلیه             |       | ✔    | ✔    |      | ✔      | ✔    |
| *ḳa(wa)l-/ *qʷar- | گفتن، خواندن     |       | ✔    |      |      |        | ✔    |
| *ḳas-             | استخوان          | ✔     | ✔    |      | ✔    |        |      |
| *libb             | قلب              |       | ✔    | ✔    |      |        | ✔    |
| *lis-             | زبان             | ✔     | ✔    |      |      |        | ✔    |
| *maʔ-             | آب               | ✔     | ✔    |      | ✔    |        | ✔    |
| *mawVt-           | مردن             | ✔     | ✔    |      | ✔    |        | ✔    |
| *sin-             | دندان            | ✔     | ✔    |      |      |        | ✔    |
| *siwan-           | دانستن           | ✔     | ✔    |      | ✔    |        |      |
| *inn-             | من، ما           | ✔     |      | ✔    | ✔    |        | ✔    |
| *-k-              | تو               | ✔     | ✔    | ✔    |      |        | ✔    |
| *zwr              | دانه             |       |      | ✔    |      |        | ✔    |
| *ŝVr              | ریشه             |       | ✔    |      |      |        | ✔    |
| *šun              | خواب             |       | ✔    |      |      |        | ✔    |